# Mark II
A Mark II a Brit Szárazföldi Erők harckocsija volt az első világháború során. A járművet 1916 decemberétől 1917 januárjáig gyártották. Kiképző verziónak szánták, 1917 áprilisában mégis bevetették az arrasi offenzívában, mert a Mark I-ből még nem állt készen elegendő mennyiség. A Mark IV típusig lényeges szerkezeti változás nem volt.

## Források

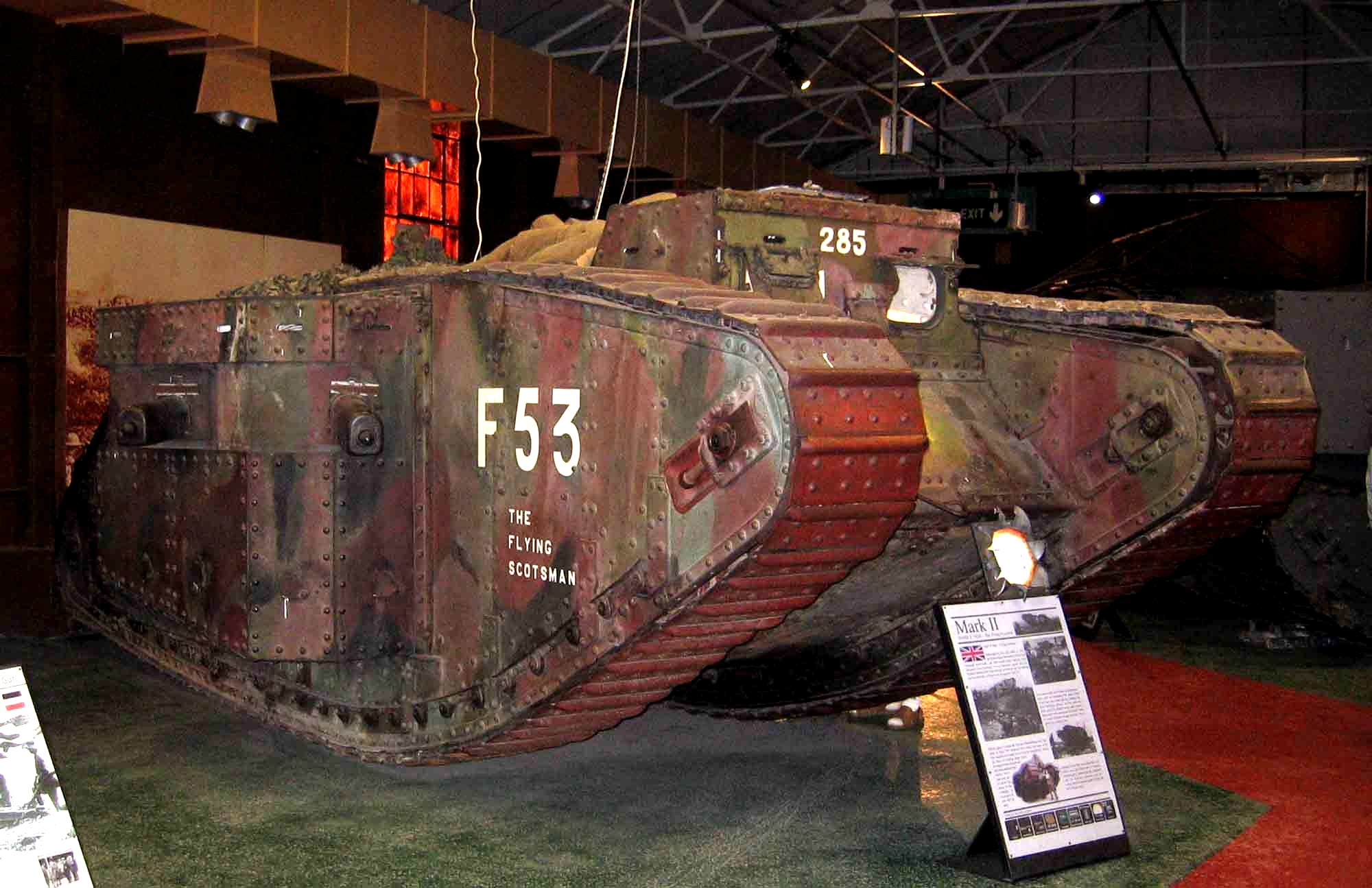
Egy megmaradt Mark II-es, a Bovington-i Harckocsi Múzeumban